# جناح جیمیوئین
جناح جیمیوئین، جیمیوئین-تو (به ژاپنی: 持明院統 じみょういんとう)، این دودمان خاندان امپراتوری ژاپن است که از اواخر دوره کاماکورا تا دوره نانبوکوچو بر تخت سلطنت نشستند و بنیانگذار آن هشتاد و نهمین امپراتور امپراتور گوفوکاکوسا بود. این جناح پس از عبور از دربار شمالی، به خانواده امپراتوری فعلی ادامه داد و با جناح دایگاکوجی در تضاد بود.